# Syllegomydas heothinos
Syllegomydas heothinos är en tvåvingeart som beskrevs av Dikow 2010. Syllegomydas heothinos ingår i släktet Syllegomydas och familjen Mydidae.
Artens utbredningsområde är Kenya. Inga underarter finns listade i Catalogue of Life.